# Tepuihyla
Tepuihyla – rodzaj płazów bezogonowych z podrodziny Hylinae w obrębie rodziny rzekotkowatych (Hylidae).

## Zasięg występowania
Rodzaj obejmuje gatunki występujące w górach wschodniej i południowo-wschodniej Wenezueli oraz przylegającej do niej Gujany i Brazylii do górnego dorzecza Amazonki w Ekwadorze i Peru.

## Systematyka

### Etymologia
Tepuihyla: hiszp. Tepuy lub Tepui, góra stołowa lub stoliwo na Wyżynie Gujańskiej w Ameryce Południowej, szczególnie w Wenezueli i zachodniej Gujanie; rodzaj Hyla Laurenti, 1768.

### Podział systematyczny
Do rodzaju należą następujące gatunki:
- Tepuihyla aecii (Ayarzagüena, Señaris & Gorzula, 1993)
- Tepuihyla edelcae (Ayarzagüena, Señaris & Gorzula, 1993)
- Tepuihyla exophthalma (Smith & Noonan, 2001)
- Tepuihyla luteolabris (Ayarzagüena, Señaris & Gorzula, 1993)
- Tepuihyla obscura Kok, Ratz, Tegelaar, Aubret & Means, 2015
- Tepuihyla rodriguezi (Rivero, 1968)
- Tepuihyla shushupe Ron, Venegas, Ortega-Andrade, Gagliardi-Urrutia & Salerno, 2016
- Tepuihyla tuberculosa (Boulenger, 1882)
- Tepuihyla warreni (Duellman & Hoogmoed, 1992)